# کوالا سلانگور
کوالا سلانگور (انگلیسی: Kuala Selangor) یک شهرک در شمال‌غربی سلانگور، مالزی است. کوالا سلانگور بزرگ‌ترین شهرک و مرکز اداری منطقه کوالا سلانگور می‌باشد.

## ریشه‌شناسی
واژه کوالا سلانگور به معنی مصب رود سلانگور است.

## تاریخچه
در اوائل قرن هجده و سال‌های ابتدایی سلطان‌نشین سلانگور، کوالا سلانگور مرکز این سلطان‌نشین بود.  در سال ۱۸۲۷، مرکز سلطان‌نشین به جوگرا در منطقه کوالا لانگات منتقل گردید و سپس در دهه ۱۸۷۰ به کلانگ انتقال یافت.